# Unité urbaine de Lure
L'unité urbaine de Lure est une unité urbaine française centrée sur Lure, ville et sous-préfecture du département de la Haute-Saône.

## Données globales
En 2020, selon l'INSEE, l'unité urbaine de Lure est composée de quatre communes, toutes  situées dans le département de la Haute-Saône, plus précisément dans l'arrondissement de Lure.

## Délimitation de l'unité urbaine de 2020
Elle est composée des quatre communes suivantes :

| Nom           | Code Insee | Statut | Superficie (km2) | Population (dernière pop. légale) | Densité (hab./km2) |
| ------------- | ---------- | ------ | ---------------- | --------------------------------- | ------------------ |
| Lure          | 70310      |        | 24,31            | 7 912 (2022)                      | 325                |
| Magny-Vernois | 70321      |        | 6,38             | 1 361 (2022)                      | 213                |
| Roye          | 70455      |        | 10,37            | 1 486 (2022)                      | 143                |
| Vouhenans     | 70577      |        | 8,36             | 381 (2022)                        | 46                 |